# Werner von Fritsch
Werner Freiherr von Fritsch (Benrath (bij Düsseldorf), 4 augustus 1880 - Praga (Warschau), 22 september 1939) was een Duitse artillerieofficier. Hij diende tijdens de Eerste en Tweede Wereldoorlog. Hij was de eerste Duitse generaal die tijdens de Tweede Wereldoorlog sneuvelde.

## Biografie
Von Fritsch nam in 1898 dienst in het Pruisische leger. Van 1907 tot 1910 bezocht hij de Kriegsacademie in Berlijn. In 1913 werd hij al te werk gesteld bij de Generale Staf. Hij diende daar in verschillende rangen, uiteindelijk in de rang van majoor. Na de Eerste Wereldoorlog ging hij deel uitmaken van de Reichswehr. Van 1920 tot 1922 was hij betrokken bij de wederopbouw van de Reichswehr, vervolgens werd hij in 1922 commandant van een artillerieafdeling in Ulm. In 1927 werd hij bij het Truppenamt ingedeeld, een schaduw Generale Staf. In 1932 volgde hij Gerd von Rundstedt op als commandant van Wehrkreis III (3e militaire district) (Berlijn).

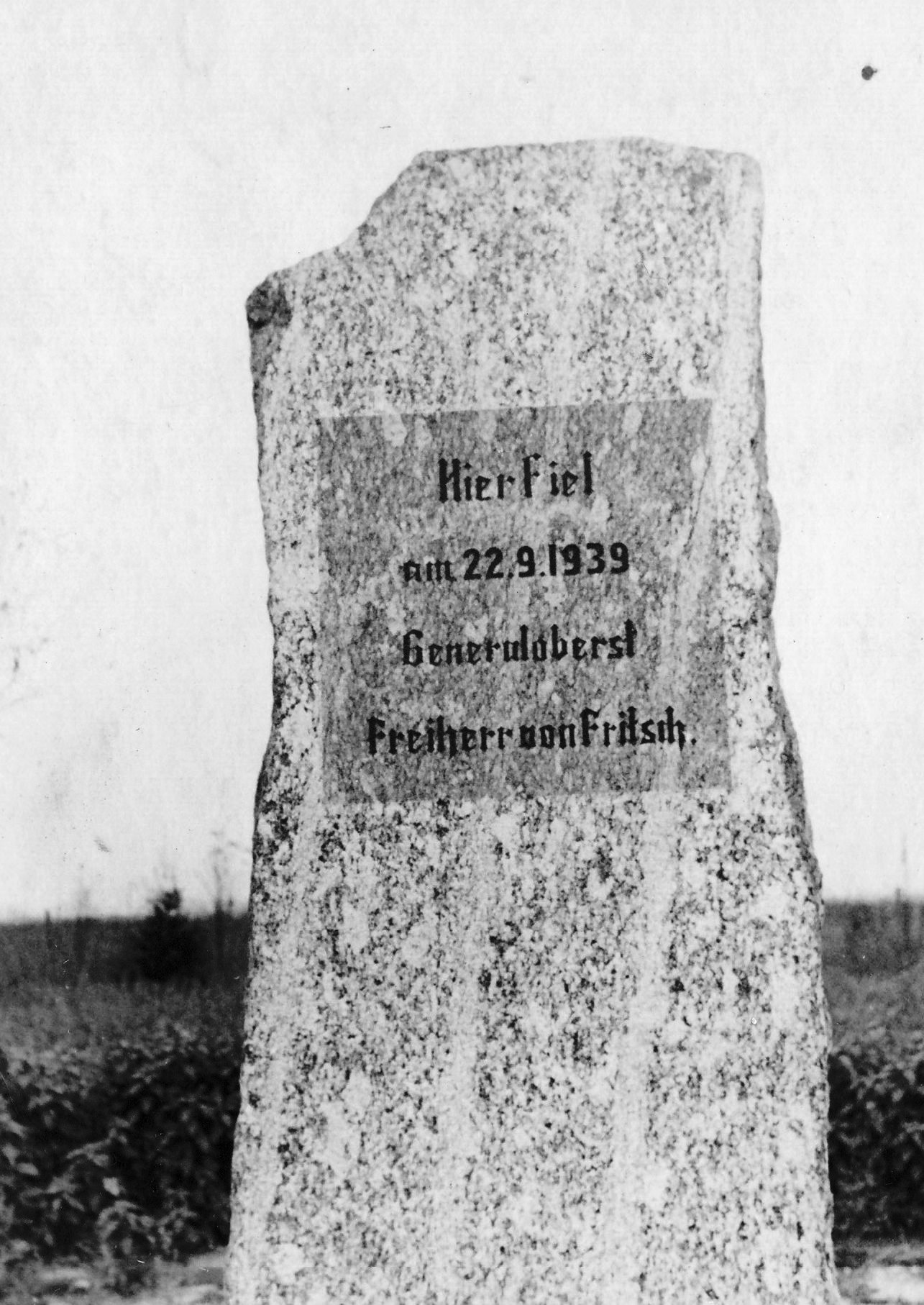
Gedenkteken op de plaats waar Von Fritsch sneuvelde

In 1934 werd hij, inmiddels bevorderd tot General der Artillerie, door Rijkspresident Paul von Hindenburg benoemd tot bevelhebber van het Oberkommando des Heeres (de Duitse landmacht), waar hij zich intensief zou gaan bezighouden met de modernisering van het Duitse Leger. Hierbij kwam hij verschillende malen in botsing met Adolf Hitler, omdat hij vond dat de dictator veel te hard van stapel liep met zijn Lebensraum-plannen. Eind 1937 liet Von Fritsch hierover tot grote ergernis van Hitler zijn bezorgdheid blijken tijdens de Hossbachconferentie. 
Begin 1938 werd hij meegesleurd in de val van de bij de nazi's in ongenade geraakte minister van Defensie, Werner von Blomberg en werd met een beschuldiging van homoseksualiteit op een zijspoor gezet, omdat de nazi's niet wilden dat Von Fritsch Von Blomberg zou opvolgen. De affaire, die inmiddels de "Blomberg-Fritsch affaire" was gaan heten, werd door de nazi's aangegrepen om een aantal kritische hoge officieren (waaronder Ludwig Beck) op een zijspoor te zetten.
Von Fritsch werd later door een militaire rechtbank van alle blaam gezuiverd, maar kreeg de positie van bevelhebber niet meer terug, die was inmiddels vergeven aan Walther von Brauchitsch. Hij kreeg het bevel over het 12e Artillerieregiment en nam in die hoedanigheid deel aan de inval in Polen. Bij een verkenningsmissie bij Praga, een voorstad van Warschau, werd hij geraakt door machinegeweervuur. De wond was niet dodelijk, maar hij weigerde behandeling waarna hij doodbloedde.

## Militaire loopbaan
- Fahnenjunker: 21 september 1898[7][8][9]
- Fähnrich: 22 mei 1899[5]
- Leutnant: 27 januari 1900[5][7][8]
- Oberleutnant: 18 oktober 1909[5][7][8][9]
- Hauptmann i.G.[9]: 22 maart 1913[5][7][8][9]
- Major': 16 september 1917[5] i.G.[7][8][10]
- Oberstleutnant: 1[8]/5 februari 1923[5] - 15 november 1922[7][10]
- Oberst: 1 maart 1927[5][7][4][10]
- Generalmajor: 1 november 1930[5][7][4][10]
- Generalleutnant: 1 juni 1932[5][7] - 1 oktober 1932[4][10]
- General der Artillerie: 1 februari 1934[5][7][4][11]
- Generaloberst: 20 april 1936[5][7][4][12]

## Decoraties
- IJzeren Kruis 1914, 1e Klasse en 2e Klasse[13][14][5]
- Ridderkruis in de Huisorde van Hohenzollern met Zwaarden[13][7][5]
- Orde van de Rode Adelaar, 4e klasse[13][5]
- Onderscheiding voor Trouwe Dienst (Pruisen)[13][5]
- Orde van Militaire Verdienste (Beieren), 4e Klasse met Zwaarden[5]
- Orde van Militaire Verdienste (Beieren), 4e Klasse met Zwaarden en Kroon[13][5]
- Ridderkruis, 1e Klasse in de Frederiks-Orde met Zwaarden[13][5]
- Ridderkruis, 2e Klasse in de Orde van Philipp de Grootmoedige[13][5]
- Gewondeninsigne 1918 in zwart[13][5]
- Hanseatenkruis Hamburg[5]
- Kruis voor Militaire Verdienste (Oostenrijk-Hongarije), 3e Klasse met Oorlogsdecoratie[13][5]
- IJzeren Halve Maan[13][5]
- Johanniterorden
  - Ereridder[5]
  - Rechtsridder
- Gouden Ereteken van de NSDAP[5][14] op 30 januari 1937[15]
- Erekruis voor Frontstrijders in de Wereldoorlog[5][5]
- Dienstonderscheiding van Leger en Marine voor (25 dienstjaren)[5]
- Gewondeninsigne 1939 in goud[14]